# 상류사회 (드라마)
《상류사회》는 2015년 6월 8일부터 2015년 7월 28일까지 SBS에서 방영된 월화드라마이다.

## 줄거리
황금 수저를 입에 물고 태어난 재벌딸과 황금사다리를 오르려는 개천용, 두 사람의 불평등한 계급 간 로맨스를 통해 진정한 사랑의 의미와 오포 세대 청춘들에게 희망의 메시지를 전하는 청춘 멜로 드라마.

## 등장 인물

### 주요 인물
- 유이 : 장윤하 역
- 성준 : 최준기 역 (아역 김현빈)
- 박형식 : 유창수 역
- 임지연 : 이지이 역

### 장윤하의 가족
- 윤주상 : 장원식 역
- 고두심 : 민혜수 역
- 이상우 : 장경준 역 (특별출연)
- 윤지혜 : 장예원 역
- 유소영 : 장소현 역
- 방은희 : 김서라 역

### 최준기의 가족
- 남명렬 : 최영호 역
- 양희경 : 이민숙 역

### 그 외 인물
- 최용민 : 홍이사 역
- 설지윤 : 김과장 역
- 정성윤 : 유민수 역
- 김동균 : 백화점 상사 역
- 정경순 : 창수모 역
- 이승형 : 송이사 역
- 이문정 : 이민정 역
- 권수현 : 이태건 역
- 한근섭 : 윤기자 역
- 김정환
- 공서윤
- 고영민
- 김인우
- 정다운

### 특별출연
- 박정수 (1회)
- 조정식 (2회, 4회)
- 김미려 (2회-3회)
- 레이먼 킴 (4회)
- 강승현 (15회)

## 시청률
최저 시청률과 최고 시청률은 시청률 조사회사와 지역별로 시청률에 차이가 있을 수 있습니다.
| 2015년      | 2015년      | 2015년         | 2015년       | 2015년         | 2015년       |
| 회차        | 방송일      | TNmS 시청률    | TNmS 시청률  | AGB 시청률     | AGB 시청률   |
| 회차        | 방송일      | 대한민국(전국) | 서울(수도권) | 대한민국(전국) | 서울(수도권) |
| ----------- | ----------- | -------------- | ------------ | -------------- | ------------ |
| 제1회       | 6월 8일     | 6.7%           | 7.6%         | 7.3%           | 7.7%         |
| 제2회       | 6월 9일     | 6.9%           | 8.4%         | 7.0%           | 7.6%         |
| 제3회       | 6월 15일    | 6.7%           | 8.8%         | 7.7%           | 9.1%         |
| 제4회       | 6월 16일    | 6.9%           | 8.8%         | 8.2%           | 9.9%         |
| 제5회       | 6월 22일    | 7.6%           | 9.5%         | 9.1%           | 10.4%        |
| 제6회       | 6월 23일    | 7.8%           | 10.2%        | 9.8%           | 11.3%        |
| 제7회       | 6월 29일    | 7.1%           | 8.2%         | 9.1%           | 10.9%        |
| 제8회       | 6월 30일    | 7.6%           | 9.4%         | 8.9%           | 9.8%         |
| 제9회       | 7월 6일     | 7.3%           | 9.3%         | 9.4%           | 10.9%        |
| 제10회      | 7월 7일     | 7.0%           | 9.3%         | 9.2%           | 10.2%        |
| 제11회      | 7월 13일    | 7.3%           | 9.6%         | 9.4%           | 10.5%        |
| 제12회      | 7월 14일    | 7.8%           | 10.5%        | 9.6%           | 10.4%        |
| 제13회      | 7월 20일    | 7.4%           | 9.1%         | 9.5%           | 10.7%        |
| 제14회      | 7월 21일    | 8.3%           | 10.3%        | 9.8%           | 10.7%        |
| 제15회      | 7월 27일    | 8.4%           | 10.2%        | 9.7%           | 10.7%        |
| 제16회      | 7월 28일    | 8.7%           | 11.2%        | 10.1%          | 11.1%        |
| 평균 시청률 | 평균 시청률 | 7.5%           | 9.4%         | 9.0%           | 10.1%        |

## 수상
- 2015년 SBS 연기대상 뉴스타상, 미니시리즈 부문 남자 우수상 박형식
- 2015년 SBS 연기대상 뉴스타상 임지연

## 동시간대 드라마
- KBS 월화 미니시리즈

《후아유 - 학교 2015》 (2015년 4월 27일 ~ 2015년 6월 16일)
《너를 기억해》 (2015년 6월 22일 ~ 2015년 8월 11일)
- MBC 월화드라마

《화정》 (2015년 4월 13일 ~ 2015년 9월 29일)